# 阿斯庞贝格—圣彼得
阿斯庞贝格—圣彼得是奥地利下奥地利州诺因基兴县的一个市镇。总面积81.37平方公里，总人口2059人，人口密度25.3人/平方公里（2005年）。